# Jinsa
Jinsa (kor. 진사왕; zm. 392) – król (wang) Baekje, jednego z Trzech Królestw Korei, panujący w latach 385–392.

## Życiorys

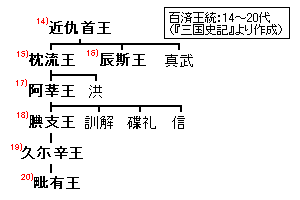
Genealogia królów Baekje ja

Był synem króla Kŭn’gusu (pan. 375–384) i młodszym bratem poprzedniego króla Chimnyu, objął rządy po śmierci starszego brata.
Za panowania Jinsa rozpoczął się konflikt zbrojny z udziałem Trzech Królestw i Japonii. Inskrypcja na wzniesionej w Koguryŏ steli Kwanggaet’o stanowi, że w 391 roku Japończycy „zaczęli przychodzić zza morza i siać zniszczenie”, a Baekje wykorzystując tę sytuację również zaatakowało Sillę. Ponadto w Samguk sagi odnotowano, że w roku 392, w siódmym miesiącu, 40-tysięczna armia Koguryŏ pod dowództwem Kwanggaet’o Wielkiego przejęła dziesięć grodów położonych nad rzeką Han, a Jinsa nie zdecydował się stanąć do walnej bitwy z Koguryŏ.
Jinsa zmarł w jedenastym miesiącu 392 roku. Według Samguk sagi stało się to w Kuwŏn (狗原), dokąd król udawał się na polowanie. Według Nihon-shoki został zabity przez stronników Asina. Tak czy inaczej kolejnym królem Baekje został jego bratanek Asin.